# Luckau
Pour l’article homonyme, voir Luckau (Wendland).
Luckau ("Łuków" en bas sorabe) est une ville  de l'arrondissement de Dahme-Forêt-de-Spree dans le land de Brandebourg, au sud de Berlin. Elle est située dans l'ouest de la région de Basse-Lusace peuplée par des Slaves appartenant à la minorité nationale des Sorabes, les descendants des « Wendes » du Moyen Âge.
Ville touristique et typique, elle est parfois surnommée la « perle de la Lusace ». 

## Géographie
Après un nombre de incorporations et fusions, le territoire communal de Luckau, parmi les plus grandes d'Allemagne, représente aujourd'hui un total de 207 kilomètres carrés. Il s'étend sur le paysage morainique entre les contreforts du Flamain au-delà de la rivière Dahme à l'ouest et le cours de la Sprée à l'est. Il couvre également des anciennes mines de lignite à ciel ouvert qui ont été renaturées au cours des dernières années.
Avec ses voisines Lübbenau et Lübben, elle  partage l'histoire de la région forestière et marécageuse de la forêt de la Sprée (Spreewald). Son nom est d'origine slave et veut dire en sorabe : «  marais ». Luckau est située juste à côté de la réserve de biosphère du Spreewald.

## Histoire

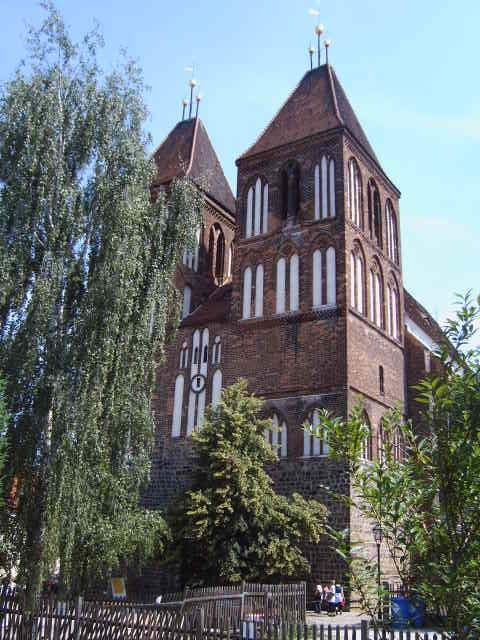
Les tours de l'église Saint-Nicolas.

Le plus ancien document citant le nom de la ville date de l'an 1230 et utilise le terme sorabe de "Lukow" pour désigner le lieu. En 1492, Luckau, en plein essor, devient la capitale du margraviat de Basse-Lusace, à ce temps un pays de la couronne de Bohême.
Pendant la guerre de Trente Ans, les troupes de l'Empire suédois ont érigé des fortifications dans la ville qui fut dévastée à la suite des conflits survenus. En 1635, la paix de Prague dispose que les électeurs de Saxe deviennent margraves de Lusace. Sur plan purement juridique, la Basse-Lusace restait un fief du roi de Bohême.
Durant la campagne d'Allemagne de 1813, le 20 juillet, Napoléon Ier résida une nuit à Luckau, ville dans laquelle il installa temporairement son quartier général. Par arrêté du congrès de Vienne en 1815, la Basse-Lusace revint au royaume de Prusse et la ville fut incorporée dans la province de Brandebourg. 
Après la Seconde Guerre mondiale, de 1952 à 1990, Luckau appartenait au district de Cottbus au sein de l'Allemagne de l'Est. À la suite de la réunification allemande et de la renaissance du land de Brandebourg, les arrondissements de Lübben, Luckau et Königs Wusterhausen, en 1993, furent regroupées pour former le nouvel arrondissement de Dahme-Forêt-de-Spree.

## Démographie
- Évolution démographique dans les limites actuelles. -- Ligne bleue: Population; Ligne pointillé: Comparaison avec le développement de Brandebourg -- Fond gris: Période du régime nazie; Fond rouge: Période du régime communiste.
- Évolution recente (ligne bleue) et prévisions sur l'effectif de résidents

| Année | Population |
| ----- | ---------- |
| 1875  | 11 475     |
| 1890  | 11 369     |
| 1910  | 10 947     |
| 1925  | 11 083     |
| 1933  | 11 117     |
| 1939  | 11 022     |
| 1946  | 15 343     |
| 1950  | 14 672     |
| 1964  | 13 011     |
| 1971  | 12 746     |

| Année | Population |
| ----- | ---------- |
| 1981  | 12 318     |
| 1985  | 11 926     |
| 1989  | 11 514     |
| 1990  | 11 389     |
| 1991  | 11 116     |
| 1992  | 11 138     |
| 1993  | 10 970     |
| 1994  | 10 924     |
| 1995  | 10 751     |
| 1996  | 10 920     |

| Année | Population |
| ----- | ---------- |
| 1997  | 10 964     |
| 1998  | 10 883     |
| 1999  | 11 089     |
| 2000  | 11 104     |
| 2001  | 10 919     |
| 2002  | 10 736     |
| 2003  | 10 604     |
| 2004  | 10 556     |
| 2005  | 10 642     |
| 2006  | 10 477     |

| Année | Population |
| ----- | ---------- |
| 2007  | 10 452     |
| 2008  | 10 334     |
| 2009  | 10 231     |
| 2010  | 10 130     |
| 2011  | 9 818      |
| 2012  | 9 738      |
| 2013  | 9 610      |
| 2014  | 9 558      |
| 2015  | 9 533      |
| 2016  | 9 574      |

| Année | Population |
| ----- | ---------- |
| 2017  | 9 729      |
| 2018  | 9 582      |
| 2019  | 9 565      |
| 2020  | 9 443      |

## Jumelages

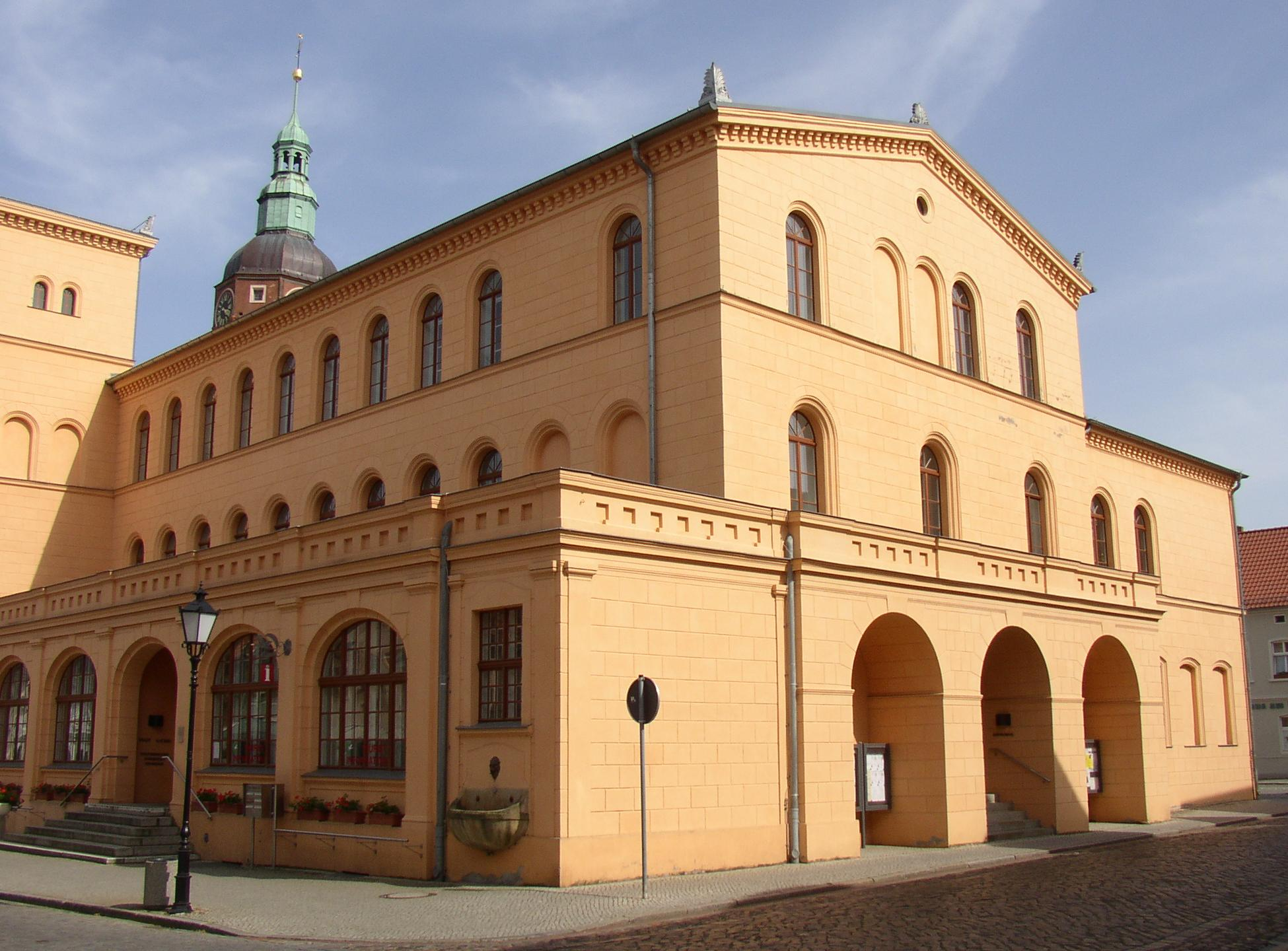
L'hôtel de ville.

La ville de Luckau et jumelée avec : 
- Merzig (Allemagne)
- Warburg (Allemagne)
- Sława (Pologne)

## Personnalités
- Heinrich Anschütz (1785–1865), acteur ;
- Alfred von Larisch (1819-1897), ministre né et mort à Kümmritz ;
- Hans-Detlev Hennig (1927–2017), sculpteur ;
- Günter Kochan (1930–2009), compositeur ;
- Jürgen Kissner (1942–2019), coureur cycliste.